# Dimethylsulfoniopropionát
Dimethylsulfoniopropionát (DMSP, systematický název 3-(dimethylsulfaniumyl)propanoát) je organosírová sloučenina. Tento zwitteriontový metabolit se vyskytuje v mořském planktonu, mořských řasách a některých druzích suchozemských i vodních cévnatých rostlin. Slouží jako osmolyt a byly u něj zjištěny i některé fyziologické a environmentální funkce. DMSP byl poprvé nalezen v červené mořské řase Polysiphonia fastigiata.

## Biosyntéza
Ve vyšších rostlinách se DMSP tvoří z S-methylmethioninu, meziprodukty jsou dimethylsulfoniumpropylamin a dimethylsulfoniumpropionaldehyd. V řasách syntéza této látky začíná deaminací methioninu.

## Rozklad
DMSP je rozkládán mořskými mikroby za vzniku dvou hlavních těkavých sloučenin, každá z nich má jiný dopad na životní prostředí. Jedním z produktů rozkladu je methanthiol, jenž se působením bakterií zabuduje do bílkovin. Druhým z produktů je dimethylsulfid (DMS). Bylo zjištěno, že se v mořské vodě může tvořit DMS štěpením rozpuštěného (mimobuněčného) DMSP enzymem DMSP-lyázou, mnoho mimomořských druhů však přeměňuje methanthiol na DMS.
DMS je rovněž zpracováván mořskými bakteriemi, ovšem ne tak rychle jako methanthiol. I když DMS obvykle tvoří méně než 25 % těkavých produktů rozkladu DMSP, v rovnovážném stavu je jeho koncentrace v mořské vodě asi desetkrát vyšší než u methanthiolu (~3 nM oproti ~0,3 nM). Významná část DMS v mořích je oxidována na dimethylsulfoxid (DMSO).